# Пауль Клее
Па́уль Кле́е (нім. Paul Klee, 18 грудня 1879 — 29 червня 1940) — швейцарсько-німецький художник. Учасник творчого об'єднання «Синій вершник» (нім. Blaue Reiter). До 1930 року викладав у славетному «Баугаусі» (нім. Bauhaus). 1937 року націонал-соціалісти затаврували його як представника «звироднілого мистецтва».

## Біографія
Народився 18 грудня 1879 в Münchenbuchsee біля Берна (Швейцарія) в родині вчителя музики Ганса Клее-Фріка (Hans Klee-Frick) та співачки Іди Клее-Фрік (Ida Klee-Frick). Закінчив школу в Берні й переселився до Мюнхена. Після довгих вагань у виборі між музикою, літературою та живописом віддає перевагу живопису. У 1899 р. Пауль навчається графіки у Мюнхені, в приватній школі Хайнріха Кніра (Heinrich Knirr).
У жовтні 1900 р. Пауль вступає до малярського класу Франца фон Штук (Franz von Stuck) в Академії мистецтва. Одночасно з ним в Академії студіює Василь Кандинський, з яким Пауль тоді так і не зустрівся, через те, що Кандинський здебільшого прогулював лекції. Як згодом з'ясувалося, обидва мешкали в Мюнхені на одній вулиці, за кілька будинків один від одного. Після подорожі до Італії (1901—1902) та перебування в батьків у Берні Пауль 1906 року остаточно переїздить до Мюнхена та одружується з піаністкою Лілі Штумпф (Lily Stumpf). У 1907 році народжується син Фелікс.
1911 року у Мюнхені засновується група «Синій вершник» як редакційне об'єднання експресионізму Василя Кандинського та Франца Марка. Наступними членами нарівні з Паулем Клеє (з 1912 р.) стали поміж іншими Август Маке (August Macke), Ґабріель Мюнтер (Gabriele Münter) та Маріанне фон Вєрьовкін (Marianne von Werefkin). Усіх їх об'єднував інтерес до готики й примітивного мистецтва та новочесні напрями фовізму та кубізму. Назва групи походить від однойменної картини Кандинського (1903 р.), яка послужила титульною ілюстрацією до альманаху з тією самою назвою.
Перша з двох виставок групи «Синій вершник» відбулася з 18 грудня 1911 року по 1 січня 1912 року в Moderne Galerie Thannhauser у Мюнхені. На ній було виставлено 49 робіт Анрі Руссо (Henri Rousseau), Альберта Блоха (Albert Bloch), Гайнріха Кампедонка (Heinrich Campendonk), Роберта Делоне (Robert Delaunay), Кандинського, Клеє та Маке. Відтак виставка вирушила в турне іншими містами, серед яких були Кельн і Берлін. У 1913 р. Пауль Клеє переклав «Світло» («La Lumière») Роберта Делоне для Galerie Der Sturm Герварта Вальденса (Herwarth Waldens) в Берліні.
Вирішальною для творчості Пауля Клеє стала подорож до Тунісу в 1914 р. разом з Августом Маке та Луїсом Муайє (Louis Moilliet). Він сам сприймав це саме так, коли писав у щоденнику: «Колір має мене. Мені непотрібно шукати за ним. Вона має мене назавжди, я це знаю. Це і є сенс щасливої години: ми з кольором одне. Я — художник».
Як син німця Клеє був взятий 1916 р. до війська й у серпні направлений до відділу льотчиків запасу у Schleißheim, де він як художник був змушений поліпшувати маскувальне розмальовування літаків. У січні 1917 р. він вступив до Королівської Баварської льотницької школи (Königlich Bayerische Fliegerschule) в Герстгофені. Йому пощастило не потрапити на фронт.
Перша ретроспективна персональна виставка Пауля Клее відкрилася 17 травня 1920 р. в галереї Goltz. На ній було представлено 362 робіт: живопис, акварелі, скульптури, малюнки та графічні аркуші.
У 1921 р. Клее призначено керівником палітурної майстерні в Staatliche Bauhaus у Ваймарі. Кандинський долучився до нього у 1922 р. Але лише восени 1926 року, після переїзду в Дессау (Bauhaus Dessau), Кандинському та Клеє було дозволено керувництво власними і передусім, вільними, класами живопису. Вчення про художні елементарні засоби (Bildnerische Formlehre) є вихідним пунктом системи Клеє. Центром його зацікавлень було глибинне відношення між лінією, формою (площиною) та кольором в картинному просторі чи у заданому візерунку. Не зважаючи на раціональний підхід він зрозумів роль підсвідомого та мистецтва як творчого акту, паралельного до природи.

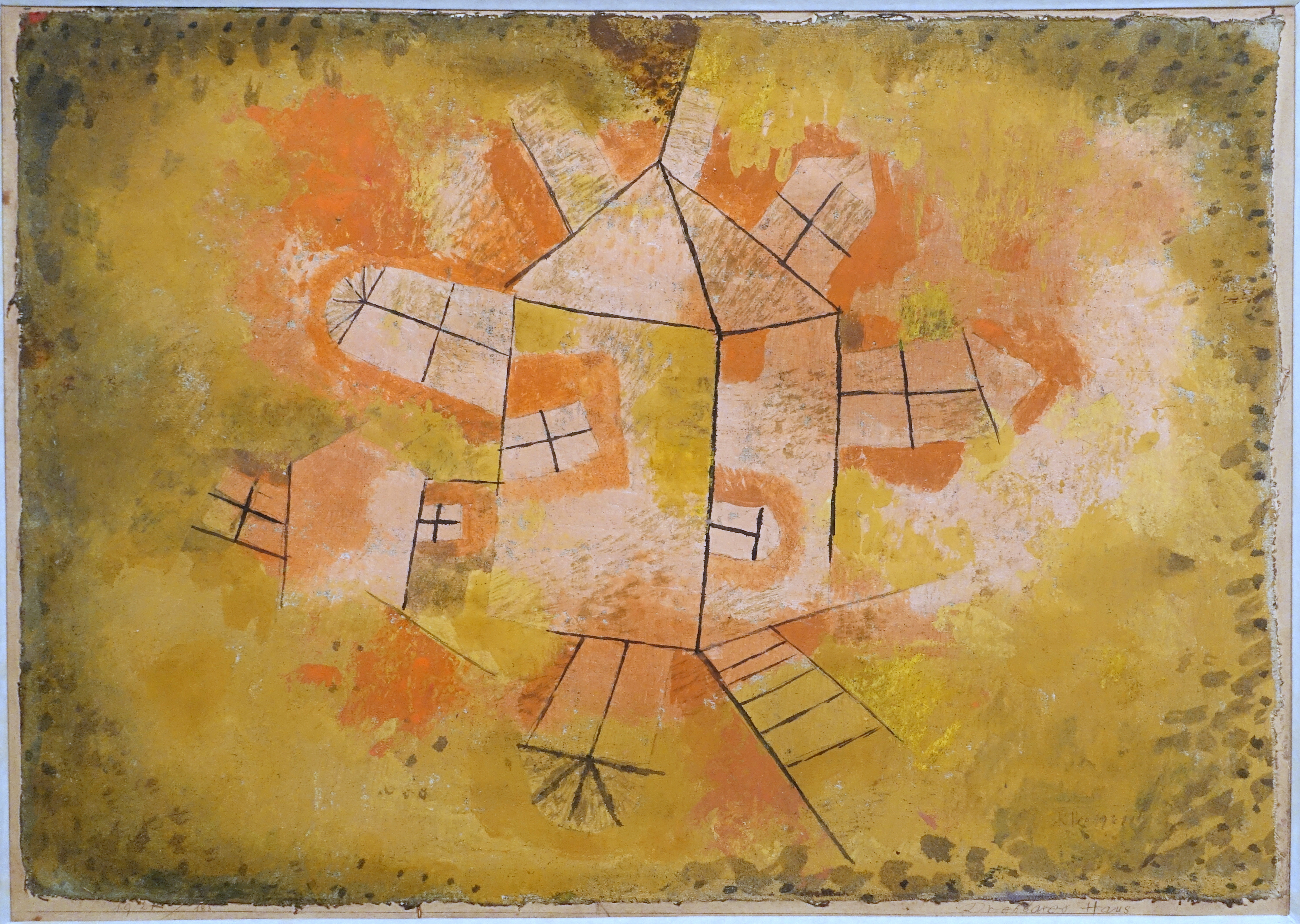
«Будинок, що обертається, 1921, 183», 1921, Музей Тіссен-Борнеміса, Мадрид

Серед майстрів Баухаусу були поміж іншими: Ласло Моголі-Надь (László Moholy-Nagy) (майстерня по металу), архітектор Вальтер Ґропіус (Walter Gropius) (архітектура, столярна справа), Josef Albers, Johannes Itten (вітраж), Ліонель Файнінґер (Lyonel Feininger) (друкарство), Оскар Шлеммер (Oskar Schlemmer) (настінний живопис, театральний живопис), Міс ван дер Рое (Mies van der Rohe) (архітектура) та Georg Muche (ткацтво).
1924 р. він засновує — на згадку про «Блакитного вершника» — у Ваймарі разом з Ліонелем Файнінгером, Василем Кандинським та Олексієм Явленським (Alexej von Jawlensky) мистецьку групу «Die Blauen Vier» — «Четверо блакитних», яка опруч околиць «Баухаусу» влаштовує виставки насамперед в США. У 1925 р. він бере участь у виставці сюрреалістів у Парижі. 1 квітня 1928 р. Вальтер Ґропіус відмовляється від посади директора «Баухаусу». На його пропозицію новим директором став швейцарський архітектор Ганнес Майер (Hannes Meyer), який видав не тільки новий девіз «Баухауса» «Volksbedarf statt Luxusbedarf» — «Потреби народу замість люксусу», але й зінтенсифікував співпрацю з промисловістю. З цього виникла суперечка між «прикладними» та «вільними» художниками (такими, як Клеє), яка загострилася до такої міри, що Клеє у 1931 році, виснажений чварами в «Баухаусі», погоджується на посаду професора в Академії мистецтв у Дюссельдорфі (Kunstakademie Düsseldorf). Творча діяльність Пауля Клеє на початку 30-х років досягає тієї майстерності, що дозволяє майстрові підійти з найрізноманітніших боків до центральної мистецької мети. Через тонку систематизацію та ощадність засобів Клеє вдається у цілій низці робіт поставити дивізионістський підхід на службу багатоголоссю.
1933 р. націонал-соціалісти без попередження звільняють його як представника «звироднілого мистецтва». Він повертається назад до Берну. У 1935 р. йому було поставлено діагноз «невиліковна склеродермія». 1937 р. сто два твори Пауля Клее були конфісковані з німецьких колекцій як «звиродніле мистецтво».
Не зважаючи на обмеження через прогресуюче ствердіння шкіри він мав у 1938 році ще раз дуже продуктивну фазу. Він багато імпровізує та звертається до найрізноманітніших засобів вираження, серед них малюнки олівцем, крейдою та тушшю. Погіршуючийся стан свого здоров'я він тематизує в часто карикатурних зображеннях страждальних персонажів.

### Останні роки
1939 р. Клее, громадянин Німеччини, подав прохання на отримання швейцарського громадянства. Він помер 29 червня 1940 р. в Locarno-Muralto. 1942 р. Клеє було postum надано швейцарське громадянство, яке йому так і не вдалося отримати за життя. Деякі його твори були показані на documenta 1 (1955), documenta II (1959) та documenta III (1964) у Касселі.

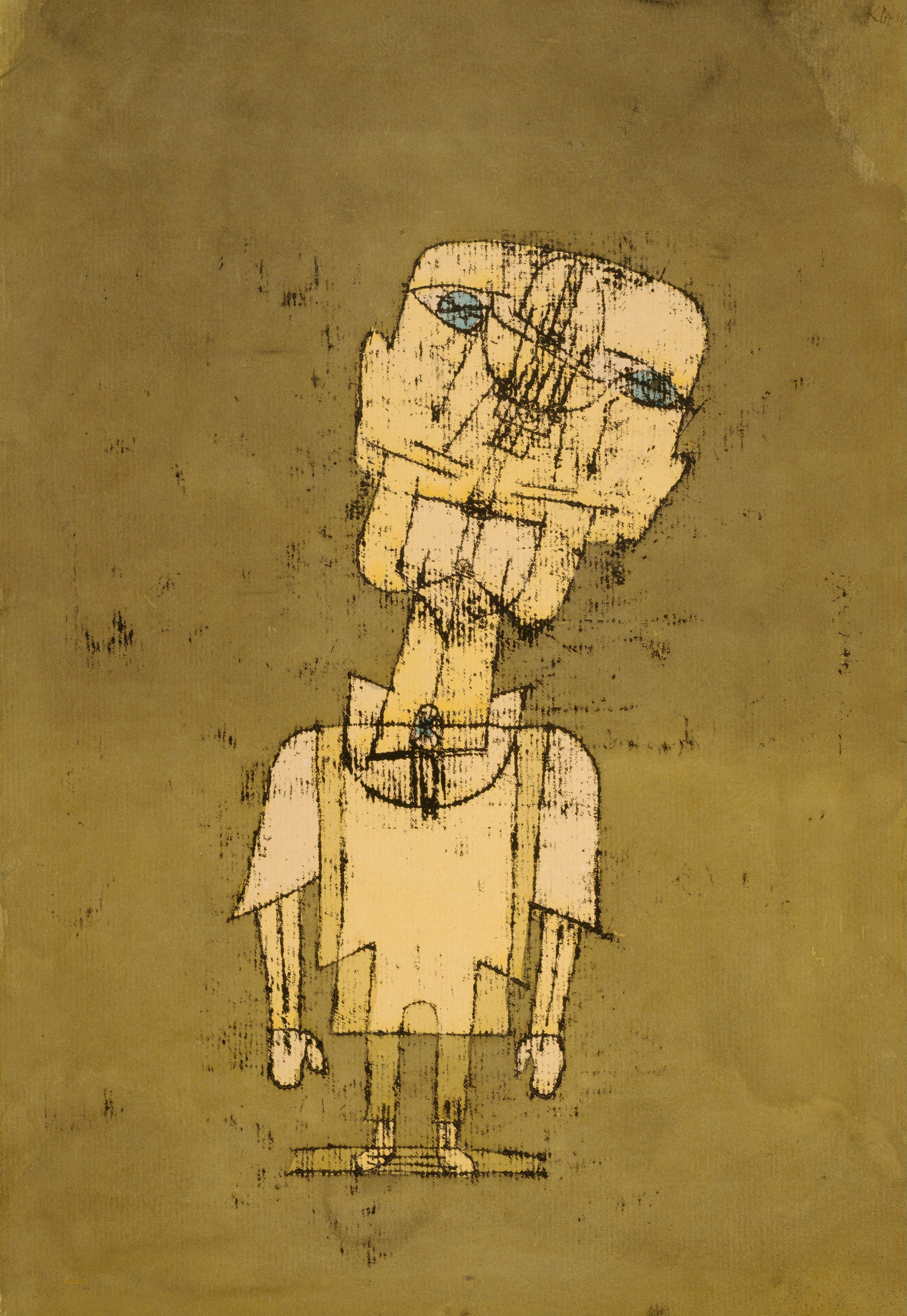
«Привид генія» (нім. Gespenst eines Genies), 1922 рік. Передача олією та аквареллю на папері, покладеному на картон. Національна галерея Шотландії.

На могильній плиті свого батька на бернському кладовищі Schosshalden Фелікс Клее звелів у 1946 році вибити програмний запис із щоденника Клеє 1920 року: «Diesseitig bin ich gar nicht faßbar/Denn ich wohne grad so gut bei den Toten/Wie bei den Ungeborenen/Etwas näher dem Herzen der Schöpfung als üblich/Und noch lange nicht nahe genug», що можна приблизно перекласти: «По цей бік мене взагалі не осягнути/Тому що я мешкаю так-сяк у мерців/Як у ненароджених/Трохи ближче до серця творіння, ніж звикле/Але ще недостатньо близько».

## Музеї та інші установи, що мають відношення до Пауля Клее
- В червні 2005 р. було відкрито новий культурний центр та музей (Центр Пауля Клее) у Берні. З зібрання обсягом в приблизно 4.000 робіт одночасно виставляється близько 200.
- В Музеї сучасного мистецтва Сан-Франциско знаходиться найповніше зібрання робіт Пауля Клеє, яке належить Карлові Джерассі (Carl Djerassi).
- Так само відомі зібрання відділу Клеє Sammlung Rosengart у Люцерні та зібрання Берґґруен (Sammlung Berggruen) у Берліні.
- В Gersthofen, Lübeck (Hochschulstadtteil), Klein-Winternheim та Overath існують школи, названі на його честь.
- Роботи художника зберігаються в Зібранні (колекції) образотворчого мистецтва Градобанку.